# Michael D’Andrea
Michael D’Andrea ist ein ehemaliger Beamter der CIA. Von 2017 bis 2020 leitet er deren Iran Mission Center. Er war maßgeblich beteiligt an der Fahndung nach Osama bin Laden sowie an den gezielten Tötungen durch Kampfdrohnen.
Russischen Falschmeldungen zufolge soll d’Andrea beim Abschuss eines US-amerikanischen Aufklärungsflugzeugs über Afghanistan am 27. Januar 2020 umgekommen sein.
Tatsächlich musste er 2021 wegen Überschreiten der Altersgrenze in den Ruhestand treten; CIA-Direktor William J. Burns würdigte die „bemerkenswerte“ Wirkung, die D’Andrea gehabt habe.

## Leben
D’Andrea wuchs im Norden des US-Bundesstaats Virginia auf. Seine Frau Faridah Currimjee lernte er kennen, als er für die CIA im Ausland tätig war, und konvertierte zum Islam, um sie zu heiraten. Seine Gattin ist Tochter einer wohlhabenden muslimischen Familie aus Mauritius.